# Провінція Тесіо
Провінція Тесіо (яп. 天塩国 — тесіо но куні, «країна Тесіо») — історична провінція Японії на острові Хоккайдо, яка існувала з 1869 по 1882. Відповідає сучасній області Румоі і північній частині області Камікава префектури Хоккайдо.

## Повіти
- Камікава 上川郡
- Масіке 増毛郡
- Накакава 中川郡
- Румой 留萌郡
- Тесіо 天塩郡
- Томамае 苫前郡